# قاعدة بيانات مرجعية
قاعدة البيانات المرجعية (تختصر RefSeq) هي عبارة قاعدة بيانات حيوية لمجموعة مفتوحة من متواليات النوكليوتيدات المتاحة للجمهور (دي أن إيه وأر أن إيه) ومنتجاتها من البروتين. تم إنشاء قاعدة البيانات هذه من قبل المركز الوطني لمعلومات التقانة الحيوية، وعلى عكس GenBank ، يوفر فقط سجل واحد لكل جزيء بيولوجي طبيعي (أي دي أن إيه وأر أن إيه أو بروتين) للكائنات الرئيسية التي تتراوح بين الفيروسات إلى البكتيريا إلى حقيقيات النوى.
بالنسبة لكل كائن نموذجي، تهدف قاعدة البيانات المرجعية إلى توفير سجلات منفصلة وموضوعة للدي أن إيهالجيني، ونسخ الجين، والبروتينات الناتجة عن تلك التركيبات. وتقتصر قاعدة البيانات المرجعية على الكائنات الرئيسية التي تتوفر لها بيانات كافية (تصل لأكثر من 66,000 كائن «مميز» اعتبارا من سبتمبر 2011)، بينما يشتمل GenBank على التسلسلات لأي كائن حي تم تقديمه (حوالي 250,000 كائن حي مختلف).